# HLSL2GLSL
HLSL2GLSL é uma ferramenta de linha de comando e uma biblioteca que traduz shaders escritos em High Level Shader Language (HLSL) para Direct3D 9 para OpenGL Shading Language (GLSL).
HLSL2GLSL foi originalmente lançado pela ATI Technologies sob uma licença BSD. O último lançamento foi a v0.9 de 2006. HLSL2GLSL não faz parte do GPUOpen.
O projeto foi bifurcado em 2010 para corrigir problemas e adicionar recursos como suporte ao OpenGL ES. Agora é usado pelo Unity e OGRE para traduzir shaders Cg/HLSL em GLSL para plataformas móveis. 
O projeto foi criticado por gerar código inchado e de baixa qualidade. No XDC2014, Matt Turner destacou que muitos exemplos de benchmark no shader-db da Mesa são gerados por conversão e de baixa qualidade.